# Луций Папирий Курсор (трибун)
Вижте пояснителната страница за други личности с името Луций Папирий Курсор.
Луций Папирий Курсор (на латински: Lucius Papirius Cursor) e политик на Римската република през 4 век пр.н.е. Произлиза от фамилията Папирии.

## Политическа кариера
През 393 пр.н.е. Луций е цензор заедно с Гай Юлий Вописк Юл и след това с Марк Корнелий Малугиненсис е суфект-цензор.
През 387 пр.н.е. той е консулски военен трибун, заедно с Гай Корнелий, Гай Сергий Коксон, Луций Мамеркин, Лицин Менений и Луций Попликола. През 385 пр.н.е. отново е военен трибун с още петима колеги – Авъл Манлий Капитолин, Публий Корнелий, Тит и Луций Квинкций Капитолин и Гай Сергий Коксон.